# Tour de Romandia 2021
El Tour de Romandia 2021 fou la 74a edició del Tour de Romandia. La cursa es disputà entre el 27 d'abril i el 2 de maig de 2021 sobre un recorregut de 684,04 km per carreteres suïsses, distribuïts en sis etapes. La cursa formava part de l'UCI World Tour 2021.
El vencedor final fou el gal·lès Geraint Thomas (Ineos Grenadiers), que s'imposà en la general gràcies al resultat obtingut en la contrarellotge individual final. Amb aquest resultat va desbancar al fins aleshores líder, el canadenc Michael Woods (Israel Start-Up Nation). L'acompanyaren al podi el seu company d'equip Richie Porte i Fausto Masnada (Deceuninck-Quick Step). El català Marc Soler (Movistar Team) fou quart després de guanyar una etapa i liderar la cursa a la fi de la quarta etapa.

## Equips
En ser el Tour de Romandia una cursa de l'UCI World Tour els 19 equip amb categoria World Tour tenen el dret i obligació a prendre-hi part. A banda, l'organitzador va convidar la selecció nacional suïssa.
| WorldTeams (19)- AG2R Citroën Team - Astana-Premier Tech - Bahrain Victorious - Bora-Hansgrohe - Cofidis - Deceuninck-Quick Step - EF Education-Nippo - Groupama-FDJ - Ineos Grenadiers - Intermarché-Wanty-Gobert Matériaux - Israel Start-Up Nation - Jumbo-Visma - Lotto Soudal - Movistar Team - Team BikeExchange - Team DSM - Qhubeka Assos - Trek-Segafredo - UAE Team Emirates Equip nacional- Suïssa |
| |

## Etapes
| Etapa    | Data      | Ciutats d'etapa             | type                      | Distància (km) | Desnivell (m) | Vencedor de l'etapa  | Líder de la general  |
| -------- | --------- | --------------------------- | ------------------------- | -------------- | ------------- | -------------------- | -------------------- |
| Pròleg   | 27 de abr | Oron – Oron                 | pròleg                    | 4,05           | 82 m          | Rohan Dennis         | Rohan Dennis         |
| 1a etapa | 28 de abr | Aigle – Martigny            | etapa accidentada         | 168,1          | 1.979 m       | Peter Sagan          | Rohan Dennis         |
| 2a etapa | 29 de abr | La Neuveville – Saint-Imier | etapa de mitja muntanya   | 165,7          | 3.305 m       | Sonny Colbrelli      | Rohan Dennis         |
| 3a etapa | 30 de abr | Estavayer – Estavayer       | etapa accidentada         | 168,7          | 1.973 m       | Marc Soler i Giménez | Marc Soler i Giménez |
| 4a etapa | 1 de maig | Sion – Thyon                | etapa de muntanya         | 161,3          | 4.328 m       | Michael Woods        | Michael Woods        |
| 5a etapa | 2 de maig | Friburg – Friburg           | contrarellotge individual | 16,19          | 338 m         | Rémi Cavagna         | Geraint Thomas       |

### Pròleg
Oron - Oron. 27 d'abril de 2021. 4,05 km (CRI)
| \| Classificació de l'etapa \| Classificació de l'etapa \| Classificació de l'etapa \| Classificació de l'etapa \| Classificació de l'etapa \| \| Corredor \| Corredor \| Equip \| Temps \| \| \| ------------------------ \| ------------------------ \| ------------------------ \| ------------------------ \| ------------------------ \| \| 1r \| Rohan Dennis \| Ineos Grenadiers \| 5' 26" \| \| \| 2n \| Geraint Thomas \| Ineos Grenadiers \| + 9" \| \| \| 3r \| Richie Porte \| Ineos Grenadiers \| + 9" \| \| \| 4t \| Rémi Cavagna \| Deceuninck-Quick Step \| + 11" \| \| \| 5è \| Stefan Bissegger \| EF Education-Nippo \| + 11" \| \| \| 6è \| Jan Tratnik \| Bahrain Victorious \| + 13" \| \| \| 7è \| Jesús Herrada López \| Cofidis \| + 14" \| \| \| 8è \| Marc Hirschi \| UAE Team Emirates \| + 15" \| \| \| 9è \| Filippo Ganna \| Ineos Grenadiers \| + 15" \| \| \| 10è \| Mattia Cattaneo \| Deceuninck-Quick Step \| + 15" \| \| |                     |                       |        |
| |                     |                       |        |
| Font: ProCyclingStats |                     |                       |        |
| Classificació de l'etapa |                     |                       |        |
| Corredor | Corredor            | Equip                 | Temps  |
| 1r | Rohan Dennis        | Ineos Grenadiers      | 5' 26" |
| 2n | Geraint Thomas      | Ineos Grenadiers      | + 9"   |
| 3r | Richie Porte        | Ineos Grenadiers      | + 9"   |
| 4t | Rémi Cavagna        | Deceuninck-Quick Step | + 11"  |
| 5è | Stefan Bissegger    | EF Education-Nippo    | + 11"  |
| 6è | Jan Tratnik         | Bahrain Victorious    | + 13"  |
| 7è | Jesús Herrada López | Cofidis               | + 14"  |
| 8è | Marc Hirschi        | UAE Team Emirates     | + 15"  |
| 9è | Filippo Ganna       | Ineos Grenadiers      | + 15"  |
| 10è | Mattia Cattaneo     | Deceuninck-Quick Step | + 15"  |

| \| Classificació general \| Classificació general \| Classificació general \| Classificació general \| Classificació general \| \| Corredor \| Corredor \| Equip \| Temps \| \| \| --------------------- \| --------------------- \| --------------------- \| --------------------- \| --------------------- \| \| 1r \| Rohan Dennis \| Ineos Grenadiers \| 5' 26" \| \| \| 2n \| Geraint Thomas \| Ineos Grenadiers \| + 9" \| \| \| 3r \| Richie Porte \| Ineos Grenadiers \| + 9" \| \| \| 4t \| Rémi Cavagna \| Deceuninck-Quick Step \| + 11" \| \| \| 5è \| Stefan Bissegger \| EF Education-Nippo \| + 11" \| \| \| 6è \| Jan Tratnik \| Bahrain Victorious \| + 13" \| \| \| 7è \| Jesús Herrada López \| Cofidis \| + 14" \| \| \| 8è \| Marc Hirschi \| UAE Team Emirates \| + 15" \| \| \| 9è \| Filippo Ganna \| Ineos Grenadiers \| + 15" \| \| \| 10è \| Mattia Cattaneo \| Deceuninck-Quick Step \| + 15" \| \| |                     |                       |        |
| |                     |                       |        |
| Font: ProCyclingStats |                     |                       |        |
| Classificació general |                     |                       |        |
| Corredor | Corredor            | Equip                 | Temps  |
| 1r | Rohan Dennis        | Ineos Grenadiers      | 5' 26" |
| 2n | Geraint Thomas      | Ineos Grenadiers      | + 9"   |
| 3r | Richie Porte        | Ineos Grenadiers      | + 9"   |
| 4t | Rémi Cavagna        | Deceuninck-Quick Step | + 11"  |
| 5è | Stefan Bissegger    | EF Education-Nippo    | + 11"  |
| 6è | Jan Tratnik         | Bahrain Victorious    | + 13"  |
| 7è | Jesús Herrada López | Cofidis               | + 14"  |
| 8è | Marc Hirschi        | UAE Team Emirates     | + 15"  |
| 9è | Filippo Ganna       | Ineos Grenadiers      | + 15"  |
| 10è | Mattia Cattaneo     | Deceuninck-Quick Step | + 15"  |

### Etapa 1
Aigle - Martigny. 28 d'abril de 2021. 168,1 km
| \| Classificació de l'etapa \| Classificació de l'etapa \| Classificació de l'etapa \| Classificació de l'etapa \| Classificació de l'etapa \| \| Corredor \| Corredor \| Equip \| Temps \| \| \| ------------------------ \| ------------------------ \| ---------------------------------- \| ------------------------ \| ------------------------ \| \| 1r \| Peter Sagan \| Bora-Hansgrohe \| 4h 12' 40" \| \| \| 2n \| Sonny Colbrelli \| Bahrain Victorious \| + 0" \| \| \| 3r \| Patrick Bevin \| Israel Start-Up Nation \| + 0" \| \| \| 4t \| Andrea Pasqualon \| Intermarché-Wanty-Gobert Matériaux \| + 0" \| \| \| 5è \| Alessandro Covi \| UAE Team Emirates \| + 0" \| \| \| 6è \| Magnus Cort Nielsen \| EF Education-Nippo \| + 0" \| \| \| 7è \| Dion Smith \| BikeExchange \| + 0" \| \| \| 8è \| Clément Venturini \| AG2R Citroën Team \| + 0" \| \| \| 9è \| Mattia Cattaneo \| Deceuninck-Quick Step \| + 0" \| \| \| 10è \| Jacopo Mosca \| Trek-Segafredo \| + 0" \| \| |                     |                                    |            |
| |                     |                                    |            |
| Font: ProCyclingStats |                     |                                    |            |
| Classificació de l'etapa |                     |                                    |            |
| Corredor | Corredor            | Equip                              | Temps      |
| 1r | Peter Sagan         | Bora-Hansgrohe                     | 4h 12' 40" |
| 2n | Sonny Colbrelli     | Bahrain Victorious                 | + 0"       |
| 3r | Patrick Bevin       | Israel Start-Up Nation             | + 0"       |
| 4t | Andrea Pasqualon    | Intermarché-Wanty-Gobert Matériaux | + 0"       |
| 5è | Alessandro Covi     | UAE Team Emirates                  | + 0"       |
| 6è | Magnus Cort Nielsen | EF Education-Nippo                 | + 0"       |
| 7è | Dion Smith          | BikeExchange                       | + 0"       |
| 8è | Clément Venturini   | AG2R Citroën Team                  | + 0"       |
| 9è | Mattia Cattaneo     | Deceuninck-Quick Step              | + 0"       |
| 10è | Jacopo Mosca        | Trek-Segafredo                     | + 0"       |

| \| Classificació general \| Classificació general \| Classificació general \| Classificació general \| Classificació general \| \| Corredor \| Corredor \| Equip \| Temps \| \| \| --------------------- \| --------------------- \| ---------------------- \| --------------------- \| --------------------- \| \| 1r \| Rohan Dennis \| Ineos Grenadiers \| 4h 18' 06" \| \| \| 2n \| Geraint Thomas \| Ineos Grenadiers \| + 9" \| \| \| 3r \| Richie Porte \| Ineos Grenadiers \| + 9" \| \| \| 4t \| Rémi Cavagna \| Deceuninck-Quick Step \| + 11" \| \| \| 5è \| Peter Sagan \| Bora-Hansgrohe \| + 12" \| \| \| 6è \| Jan Tratnik \| Bahrain Victorious \| + 13" \| \| \| 7è \| Patrick Bevin \| Israel Start-Up Nation \| + 14" \| \| \| 8è \| Jesús Herrada López \| Cofidis \| + 14" \| \| \| 9è \| Marc Hirschi \| UAE Team Emirates \| + 15" \| \| \| 10è \| Mattia Cattaneo \| Deceuninck-Quick Step \| + 15" \| \| |                     |                        |            |
| |                     |                        |            |
| Font: ProCyclingStats |                     |                        |            |
| Classificació general |                     |                        |            |
| Corredor | Corredor            | Equip                  | Temps      |
| 1r | Rohan Dennis        | Ineos Grenadiers       | 4h 18' 06" |
| 2n | Geraint Thomas      | Ineos Grenadiers       | + 9"       |
| 3r | Richie Porte        | Ineos Grenadiers       | + 9"       |
| 4t | Rémi Cavagna        | Deceuninck-Quick Step  | + 11"      |
| 5è | Peter Sagan         | Bora-Hansgrohe         | + 12"      |
| 6è | Jan Tratnik         | Bahrain Victorious     | + 13"      |
| 7è | Patrick Bevin       | Israel Start-Up Nation | + 14"      |
| 8è | Jesús Herrada López | Cofidis                | + 14"      |
| 9è | Marc Hirschi        | UAE Team Emirates      | + 15"      |
| 10è | Mattia Cattaneo     | Deceuninck-Quick Step  | + 15"      |

### Etapa 2
La Neuveville - Saint-Imier. 29 d'abril de 2021. 165,7 km
| \| Classificació de l'etapa \| Classificació de l'etapa \| Classificació de l'etapa \| Classificació de l'etapa \| Classificació de l'etapa \| \| Corredor \| Corredor \| Equip \| Temps \| \| \| ------------------------ \| -------------------------- \| ------------------------ \| ------------------------ \| ------------------------ \| \| 1r \| Sonny Colbrelli \| Bahrain Victorious \| 4h 21' 42" \| \| \| 2n \| Patrick Bevin \| Israel Start-Up Nation \| + 0" \| \| \| 3r \| Marc Hirschi \| UAE Team Emirates \| + 0" \| \| \| 4t \| Clément Champoussin \| AG2R Citroën Team \| + 0" \| \| \| 5è \| Diego Ulissi \| UAE Team Emirates \| + 0" \| \| \| 6è \| Wilco Kelderman \| Bora-Hansgrohe \| + 0" \| \| \| 7è \| Ilan Van Wilder \| Team DSM \| + 0" \| \| \| 8è \| Fausto Masnada \| Deceuninck-Quick Step \| + 0" \| \| \| 9è \| Rui Alberto Faria da Costa \| UAE Team Emirates \| + 0" \| \| \| 10è \| Marc Soler i Giménez \| Movistar Team \| + 0" \| \| |                            |                        |            |
| |                            |                        |            |
| Font: ProCyclingStats |                            |                        |            |
| Classificació de l'etapa |                            |                        |            |
| Corredor | Corredor                   | Equip                  | Temps      |
| 1r | Sonny Colbrelli            | Bahrain Victorious     | 4h 21' 42" |
| 2n | Patrick Bevin              | Israel Start-Up Nation | + 0"       |
| 3r | Marc Hirschi               | UAE Team Emirates      | + 0"       |
| 4t | Clément Champoussin        | AG2R Citroën Team      | + 0"       |
| 5è | Diego Ulissi               | UAE Team Emirates      | + 0"       |
| 6è | Wilco Kelderman            | Bora-Hansgrohe         | + 0"       |
| 7è | Ilan Van Wilder            | Team DSM               | + 0"       |
| 8è | Fausto Masnada             | Deceuninck-Quick Step  | + 0"       |
| 9è | Rui Alberto Faria da Costa | UAE Team Emirates      | + 0"       |
| 10è | Marc Soler i Giménez       | Movistar Team          | + 0"       |

| \| Classificació general \| Classificació general \| Classificació general \| Classificació general \| Classificació general \| \| Corredor \| Corredor \| Equip \| Temps \| \| \| --------------------- \| --------------------- \| ---------------------- \| --------------------- \| --------------------- \| \| 1r \| Rohan Dennis \| Ineos Grenadiers \| 8h 39' 48" \| \| \| 2n \| Patrick Bevin \| Israel Start-Up Nation \| + 8" \| \| \| 3r \| Geraint Thomas \| Ineos Grenadiers \| + 9" \| \| \| 4t \| Richie Porte \| Ineos Grenadiers \| + 9" \| \| \| 5è \| Sonny Colbrelli \| Bahrain Victorious \| + 9" \| \| \| 6è \| Marc Hirschi \| UAE Team Emirates \| + 11" \| \| \| 7è \| Jesús Herrada López \| Cofidis \| + 14" \| \| \| 8è \| Mattia Cattaneo \| Deceuninck-Quick Step \| + 15" \| \| \| 9è \| Wilco Kelderman \| Bora-Hansgrohe \| + 16" \| \| \| 10è \| Ilan Van Wilder \| Team DSM \| + 16" \| \| |                     |                        |            |
| |                     |                        |            |
| Font: ProCyclingStats |                     |                        |            |
| Classificació general |                     |                        |            |
| Corredor | Corredor            | Equip                  | Temps      |
| 1r | Rohan Dennis        | Ineos Grenadiers       | 8h 39' 48" |
| 2n | Patrick Bevin       | Israel Start-Up Nation | + 8"       |
| 3r | Geraint Thomas      | Ineos Grenadiers       | + 9"       |
| 4t | Richie Porte        | Ineos Grenadiers       | + 9"       |
| 5è | Sonny Colbrelli     | Bahrain Victorious     | + 9"       |
| 6è | Marc Hirschi        | UAE Team Emirates      | + 11"      |
| 7è | Jesús Herrada López | Cofidis                | + 14"      |
| 8è | Mattia Cattaneo     | Deceuninck-Quick Step  | + 15"      |
| 9è | Wilco Kelderman     | Bora-Hansgrohe         | + 16"      |
| 10è | Ilan Van Wilder     | Team DSM               | + 16"      |

### Etapa 3
Estavayer - Estavayer. 30 d'abril de 2021. 168,7 km
| \| Classificació de l'etapa \| Classificació de l'etapa \| Classificació de l'etapa \| Classificació de l'etapa \| Classificació de l'etapa \| \| Corredor \| Corredor \| Equip \| Temps \| \| \| ------------------------ \| -------------------------- \| ------------------------ \| ------------------------ \| ------------------------ \| \| 1r \| Marc Soler i Giménez \| Movistar Team \| 3h 58' 35" \| \| \| 2n \| Magnus Cort Nielsen \| EF Education-Nippo \| + 22" \| \| \| 3r \| Peter Sagan \| Bora-Hansgrohe \| + 22" \| \| \| 4t \| Sonny Colbrelli \| Bahrain Victorious \| + 22" \| \| \| 5è \| Gorka Izagirre Insausti \| Astana-Premier Tech \| + 22" \| \| \| 6è \| Diego Ulissi \| UAE Team Emirates \| + 22" \| \| \| 7è \| Ilan Van Wilder \| Team DSM \| + 22" \| \| \| 8è \| Sepp Kuss \| Jumbo-Visma \| + 22" \| \| \| 9è \| Ion Izagirre Insausti \| Astana-Premier Tech \| + 22" \| \| \| 10è \| Rui Alberto Faria da Costa \| UAE Team Emirates \| + 22" \| \| |                            |                     |            |
| |                            |                     |            |
| Font: ProCyclingStats |                            |                     |            |
| Classificació de l'etapa |                            |                     |            |
| Corredor | Corredor                   | Equip               | Temps      |
| 1r | Marc Soler i Giménez       | Movistar Team       | 3h 58' 35" |
| 2n | Magnus Cort Nielsen        | EF Education-Nippo  | + 22"      |
| 3r | Peter Sagan                | Bora-Hansgrohe      | + 22"      |
| 4t | Sonny Colbrelli            | Bahrain Victorious  | + 22"      |
| 5è | Gorka Izagirre Insausti    | Astana-Premier Tech | + 22"      |
| 6è | Diego Ulissi               | UAE Team Emirates   | + 22"      |
| 7è | Ilan Van Wilder            | Team DSM            | + 22"      |
| 8è | Sepp Kuss                  | Jumbo-Visma         | + 22"      |
| 9è | Ion Izagirre Insausti      | Astana-Premier Tech | + 22"      |
| 10è | Rui Alberto Faria da Costa | UAE Team Emirates   | + 22"      |

| \| Classificació general \| Classificació general \| Classificació general \| Classificació general \| Classificació general \| \| Corredor \| Corredor \| Equip \| Temps \| \| \| --------------------- \| -------------------------- \| --------------------- \| --------------------- \| --------------------- \| \| 1r \| Marc Soler i Giménez \| Movistar Team \| 12h 38' 40" \| \| \| 2n \| Geraint Thomas \| Ineos Grenadiers \| + 14" \| \| \| 3r \| Richie Porte \| Ineos Grenadiers \| + 14" \| \| \| 4t \| Sonny Colbrelli \| Bahrain Victorious \| + 14" \| \| \| 5è \| Marc Hirschi \| UAE Team Emirates \| + 16" \| \| \| 6è \| Mattia Cattaneo \| Deceuninck-Quick Step \| + 20" \| \| \| 7è \| Wilco Kelderman \| Bora-Hansgrohe \| + 21" \| \| \| 8è \| Ilan Van Wilder \| Team DSM \| + 21" \| \| \| 9è \| Sepp Kuss \| Jumbo-Visma \| + 21" \| \| \| 10è \| Rui Alberto Faria da Costa \| UAE Team Emirates \| + 24" \| \| |                            |                       |             |
| |                            |                       |             |
| Font: ProCyclingStats |                            |                       |             |
| Classificació general |                            |                       |             |
| Corredor | Corredor                   | Equip                 | Temps       |
| 1r | Marc Soler i Giménez       | Movistar Team         | 12h 38' 40" |
| 2n | Geraint Thomas             | Ineos Grenadiers      | + 14"       |
| 3r | Richie Porte               | Ineos Grenadiers      | + 14"       |
| 4t | Sonny Colbrelli            | Bahrain Victorious    | + 14"       |
| 5è | Marc Hirschi               | UAE Team Emirates     | + 16"       |
| 6è | Mattia Cattaneo            | Deceuninck-Quick Step | + 20"       |
| 7è | Wilco Kelderman            | Bora-Hansgrohe        | + 21"       |
| 8è | Ilan Van Wilder            | Team DSM              | + 21"       |
| 9è | Sepp Kuss                  | Jumbo-Visma           | + 21"       |
| 10è | Rui Alberto Faria da Costa | UAE Team Emirates     | + 24"       |

### Etapa 4
Sion - Thyon. 1 de maig de 2021. 161,3 km
| \| Classificació de l'etapa \| Classificació de l'etapa \| Classificació de l'etapa \| Classificació de l'etapa \| Classificació de l'etapa \| \| Corredor \| Corredor \| Equip \| Temps \| \| \| ------------------------ \| ------------------------ \| ------------------------ \| ------------------------ \| ------------------------ \| \| 1r \| Michael Woods \| Israel Start-Up Nation \| 4h 58' 35" \| \| \| 2n \| Ben O'Connor \| AG2R Citroën Team \| + 17" \| \| \| 3r \| Geraint Thomas \| Ineos Grenadiers \| + 21" \| \| \| 4t \| Lucas Hamilton \| BikeExchange \| + 34" \| \| \| 5è \| Fausto Masnada \| Deceuninck-Quick Step \| + 37" \| \| \| 6è \| Richie Porte \| Ineos Grenadiers \| + 42" \| \| \| 7è \| Ion Izagirre Insausti \| Astana-Premier Tech \| + 42" \| \| \| 8è \| Damiano Caruso \| Bahrain Victorious \| + 52" \| \| \| 9è \| Marc Soler i Giménez \| Movistar Team \| + 53" \| \| \| 10è \| Thymen Arensman \| Team DSM \| + 1' 57" \| \| |                       |                        |            |
| |                       |                        |            |
| Font: ProCyclingStats |                       |                        |            |
| Classificació de l'etapa |                       |                        |            |
| Corredor | Corredor              | Equip                  | Temps      |
| 1r | Michael Woods         | Israel Start-Up Nation | 4h 58' 35" |
| 2n | Ben O'Connor          | AG2R Citroën Team      | + 17"      |
| 3r | Geraint Thomas        | Ineos Grenadiers       | + 21"      |
| 4t | Lucas Hamilton        | BikeExchange           | + 34"      |
| 5è | Fausto Masnada        | Deceuninck-Quick Step  | + 37"      |
| 6è | Richie Porte          | Ineos Grenadiers       | + 42"      |
| 7è | Ion Izagirre Insausti | Astana-Premier Tech    | + 42"      |
| 8è | Damiano Caruso        | Bahrain Victorious     | + 52"      |
| 9è | Marc Soler i Giménez  | Movistar Team          | + 53"      |
| 10è | Thymen Arensman       | Team DSM               | + 1' 57"   |

| \| Classificació general \| Classificació general \| Classificació general \| Classificació general \| Classificació general \| \| Corredor \| Corredor \| Equip \| Temps \| \| \| --------------------- \| --------------------- \| ---------------------- \| --------------------- \| --------------------- \| \| 1r \| Michael Woods \| Israel Start-Up Nation \| 17h 37' 35" \| \| \| 2n \| Geraint Thomas \| Ineos Grenadiers \| + 11" \| \| \| 3r \| Ben O'Connor \| AG2R Citroën Team \| + 21" \| \| \| 4t \| Marc Soler i Giménez \| Movistar Team \| + 33" \| \| \| 5è \| Richie Porte \| Ineos Grenadiers \| + 36" \| \| \| 6è \| Fausto Masnada \| Deceuninck-Quick Step \| + 45" \| \| \| 7è \| Ion Izagirre Insausti \| Astana-Premier Tech \| + 48" \| \| \| 8è \| Lucas Hamilton \| BikeExchange \| + 49" \| \| \| 9è \| Damiano Caruso \| Bahrain Victorious \| + 1' 04" \| \| \| 10è \| Wilco Kelderman \| Bora-Hansgrohe \| + 1' 58" \| \| |                       |                        |             |
| |                       |                        |             |
| Font: ProCyclingStats |                       |                        |             |
| Classificació general |                       |                        |             |
| Corredor | Corredor              | Equip                  | Temps       |
| 1r | Michael Woods         | Israel Start-Up Nation | 17h 37' 35" |
| 2n | Geraint Thomas        | Ineos Grenadiers       | + 11"       |
| 3r | Ben O'Connor          | AG2R Citroën Team      | + 21"       |
| 4t | Marc Soler i Giménez  | Movistar Team          | + 33"       |
| 5è | Richie Porte          | Ineos Grenadiers       | + 36"       |
| 6è | Fausto Masnada        | Deceuninck-Quick Step  | + 45"       |
| 7è | Ion Izagirre Insausti | Astana-Premier Tech    | + 48"       |
| 8è | Lucas Hamilton        | BikeExchange           | + 49"       |
| 9è | Damiano Caruso        | Bahrain Victorious     | + 1' 04"    |
| 10è | Wilco Kelderman       | Bora-Hansgrohe         | + 1' 58"    |

### Etapa 5
Friburg - Friburg. 2 de maig de 2021. 16,19 km (CRI)
| \| Classificació de l'etapa \| Classificació de l'etapa \| Classificació de l'etapa \| Classificació de l'etapa \| Classificació de l'etapa \| \| Corredor \| Corredor \| Equip \| Temps \| \| \| ------------------------ \| ------------------------ \| ------------------------ \| ------------------------ \| ------------------------ \| \| 1r \| Rémi Cavagna \| Deceuninck-Quick Step \| 21' 54" \| \| \| 2n \| Stefan Bissegger \| EF Education-Nippo \| + 6" \| \| \| 3r \| Geraint Thomas \| Ineos Grenadiers \| + 17" \| \| \| 4t \| Ilan Van Wilder \| Team DSM \| + 18" \| \| \| 5è \| Richie Porte \| Ineos Grenadiers \| + 20" \| \| \| 6è \| Fausto Masnada \| Deceuninck-Quick Step \| + 21" \| \| \| 7è \| Mattia Cattaneo \| Deceuninck-Quick Step \| + 29" \| \| \| 8è \| Marc Soler i Giménez \| Movistar Team \| + 34" \| \| \| 9è \| Rohan Dennis \| Ineos Grenadiers \| + 35" \| \| \| 10è \| Filippo Ganna \| Ineos Grenadiers \| + 37" \| \| |                      |                       |         |
| |                      |                       |         |
| Font: ProCyclingStats |                      |                       |         |
| Classificació de l'etapa |                      |                       |         |
| Corredor | Corredor             | Equip                 | Temps   |
| 1r | Rémi Cavagna         | Deceuninck-Quick Step | 21' 54" |
| 2n | Stefan Bissegger     | EF Education-Nippo    | + 6"    |
| 3r | Geraint Thomas       | Ineos Grenadiers      | + 17"   |
| 4t | Ilan Van Wilder      | Team DSM              | + 18"   |
| 5è | Richie Porte         | Ineos Grenadiers      | + 20"   |
| 6è | Fausto Masnada       | Deceuninck-Quick Step | + 21"   |
| 7è | Mattia Cattaneo      | Deceuninck-Quick Step | + 29"   |
| 8è | Marc Soler i Giménez | Movistar Team         | + 34"   |
| 9è | Rohan Dennis         | Ineos Grenadiers      | + 35"   |
| 10è | Filippo Ganna        | Ineos Grenadiers      | + 37"   |

## Classificacions finals

### Classificació general
| \| Classificació general \| Classificació general \| Classificació general \| Classificació general \| Classificació general \| \| Corredor \| Corredor \| Equip \| Temps \| \| \| --------------------- \| --------------------- \| ---------------------- \| --------------------- \| --------------------- \| \| 1r \| Geraint Thomas \| Ineos Grenadiers \| 17h 59' 57" \| \| \| 2n \| Richie Porte \| Ineos Grenadiers \| + 28" \| \| \| 3r \| Fausto Masnada \| Deceuninck-Quick Step \| + 38" \| \| \| 4t \| Marc Soler i Giménez \| Movistar Team \| + 39" \| \| \| 5è \| Michael Woods \| Israel Start-Up Nation \| + 43" \| \| \| 6è \| Ben O'Connor \| AG2R Citroën Team \| + 45" \| \| \| 7è \| Ion Izagirre Insausti \| Astana-Premier Tech \| + 1' 08" \| \| \| 8è \| Lucas Hamilton \| BikeExchange \| + 1' 22" \| \| \| 9è \| Damiano Caruso \| Bahrain Victorious \| + 1' 30" \| \| \| 10è \| Wilco Kelderman \| Bora-Hansgrohe \| + 2' 20" \| \| |                       |                        |             |
| |                       |                        |             |
| Font: ProCyclingStats |                       |                        |             |
| Classificació general |                       |                        |             |
| Corredor | Corredor              | Equip                  | Temps       |
| 1r | Geraint Thomas        | Ineos Grenadiers       | 17h 59' 57" |
| 2n | Richie Porte          | Ineos Grenadiers       | + 28"       |
| 3r | Fausto Masnada        | Deceuninck-Quick Step  | + 38"       |
| 4t | Marc Soler i Giménez  | Movistar Team          | + 39"       |
| 5è | Michael Woods         | Israel Start-Up Nation | + 43"       |
| 6è | Ben O'Connor          | AG2R Citroën Team      | + 45"       |
| 7è | Ion Izagirre Insausti | Astana-Premier Tech    | + 1' 08"    |
| 8è | Lucas Hamilton        | BikeExchange           | + 1' 22"    |
| 9è | Damiano Caruso        | Bahrain Victorious     | + 1' 30"    |
| 10è | Wilco Kelderman       | Bora-Hansgrohe         | + 2' 20"    |

### Classificacions secundàries
| Classificació per punts | Classificació per punts | Classificació per punts | Classificació per punts | Classificació per punts |
| Corredor                | Corredor                | Equip                   | Punts                   |                         |
| ----------------------- | ----------------------- | ----------------------- | ----------------------- | ----------------------- |
| 1r                      | Sonny Colbrelli         | Bahrain Victorious      | 98 pts                  |                         |
| 2n                      | Marc Soler i Giménez    | Movistar Team           | 77 pts                  |                         |
| 3r                      | Magnus Cort Nielsen     | EF Education-Nippo      | 76 pts                  |                         |
| 4t                      | Peter Sagan             | Bora-Hansgrohe          | 70 pts                  |                         |
| 5è                      | Geraint Thomas          | Ineos Grenadiers        | 69 pts                  |                         |
| 6è                      | Richie Porte            | Ineos Grenadiers        | 54 pts                  |                         |
| 7è                      | Stefan Bissegger        | EF Education-Nippo      | 52 pts                  |                         |
| 8è                      | Rémi Cavagna            | Deceuninck-Quick Step   | 49 pts                  |                         |
| 9è                      | Ilan Van Wilder         | Team DSM                | 48 pts                  |                         |
| 10è                     | Fausto Masnada          | Deceuninck-Quick Step   | 42 pts                  |                         |

| Classificació per punts | Classificació per punts | Classificació per punts | Classificació per punts | Classificació per punts |
| Corredor                | Corredor                | Equip                   | Punts                   |                         |
| ----------------------- | ----------------------- | ----------------------- | ----------------------- | ----------------------- |
| 1r                      | Sonny Colbrelli         | Bahrain Victorious      | 98 pts                  |                         |
| 2n                      | Marc Soler i Giménez    | Movistar Team           | 77 pts                  |                         |
| 3r                      | Magnus Cort Nielsen     | EF Education-Nippo      | 76 pts                  |                         |
| 4t                      | Peter Sagan             | Bora-Hansgrohe          | 70 pts                  |                         |
| 5è                      | Geraint Thomas          | Ineos Grenadiers        | 69 pts                  |                         |
| 6è                      | Richie Porte            | Ineos Grenadiers        | 54 pts                  |                         |
| 7è                      | Stefan Bissegger        | EF Education-Nippo      | 52 pts                  |                         |
| 8è                      | Rémi Cavagna            | Deceuninck-Quick Step   | 49 pts                  |                         |
| 9è                      | Ilan Van Wilder         | Team DSM                | 48 pts                  |                         |
| 10è                     | Fausto Masnada          | Deceuninck-Quick Step   | 42 pts                  |                         |

| Classificació de la muntanya | Classificació de la muntanya | Classificació de la muntanya       | Classificació de la muntanya | Classificació de la muntanya |
| Corredor                     | Corredor                     | Equip                              | Punts                        |                              |
| ---------------------------- | ---------------------------- | ---------------------------------- | ---------------------------- | ---------------------------- |
| 1r                           | Kobe Goossens                | Lotto-Soudal                       | 48 pts                       |                              |
| 2n                           | Joel Suter                   | Suïssa                             | 43 pts                       |                              |
| 3r                           | Geraint Thomas               | Ineos Grenadiers                   | 34 pts                       |                              |
| 4t                           | Davide Villella              | Movistar Team                      | 34 pts                       |                              |
| 5è                           | Rein Taaramäe                | Intermarché-Wanty-Gobert Matériaux | 26 pts                       |                              |
| 6è                           | Simon Pellaud                | Suïssa                             | 25 pts                       |                              |
| 7è                           | Antwan Tolhoek               | Jumbo-Visma                        | 20 pts                       |                              |
| 8è                           | Manuele Boaro                | Astana-Premier Tech                | 19 pts                       |                              |
| 9è                           | Michael Woods                | Israel Start-Up Nation             | 18 pts                       |                              |
| 10è                          | Robert Power                 | Qhubeka Assos                      | 14 pts                       |                              |

| Classificació de la muntanya | Classificació de la muntanya | Classificació de la muntanya       | Classificació de la muntanya | Classificació de la muntanya |
| Corredor                     | Corredor                     | Equip                              | Punts                        |                              |
| ---------------------------- | ---------------------------- | ---------------------------------- | ---------------------------- | ---------------------------- |
| 1r                           | Kobe Goossens                | Lotto-Soudal                       | 48 pts                       |                              |
| 2n                           | Joel Suter                   | Suïssa                             | 43 pts                       |                              |
| 3r                           | Geraint Thomas               | Ineos Grenadiers                   | 34 pts                       |                              |
| 4t                           | Davide Villella              | Movistar Team                      | 34 pts                       |                              |
| 5è                           | Rein Taaramäe                | Intermarché-Wanty-Gobert Matériaux | 26 pts                       |                              |
| 6è                           | Simon Pellaud                | Suïssa                             | 25 pts                       |                              |
| 7è                           | Antwan Tolhoek               | Jumbo-Visma                        | 20 pts                       |                              |
| 8è                           | Manuele Boaro                | Astana-Premier Tech                | 19 pts                       |                              |
| 9è                           | Michael Woods                | Israel Start-Up Nation             | 18 pts                       |                              |
| 10è                          | Robert Power                 | Qhubeka Assos                      | 14 pts                       |                              |

| Classificació del millor jove | Classificació del millor jove | Classificació del millor jove | Classificació del millor jove | Classificació del millor jove |
| Corredor                      | Corredor                      | Equip                         | Temps                         |                               |
| ----------------------------- | ----------------------------- | ----------------------------- | ----------------------------- | ----------------------------- |
| 1r                            | Thymen Arensman               | Team DSM                      | 18h 02' 45"                   |                               |
| 2n                            | Mattias Skjelmose             | Trek-Segafredo                | + 1' 37"                      |                               |
| 3r                            | Ilan Van Wilder               | Team DSM                      | + 3' 21"                      |                               |
| 4t                            | Gijs Leemreize                | Jumbo-Visma                   | + 9' 36"                      |                               |
| 5è                            | Clément Champoussin           | AG2R Citroën Team             | + 11' 54"                     |                               |
| 6è                            | Felix Gall                    | Team DSM                      | + 12' 00"                     |                               |
| 7è                            | Antonio Tiberi                | Trek-Segafredo                | + 12' 33"                     |                               |
| 8è                            | Marc Hirschi                  | UAE Team Emirates             | + 19' 45"                     |                               |
| 9è                            | Andreas Kron                  | Lotto-Soudal                  | + 26' 44"                     |                               |
| 10è                           | Marco Brenner                 | Team DSM                      | + 28' 26"                     |                               |

| Classificació del millor jove | Classificació del millor jove | Classificació del millor jove | Classificació del millor jove | Classificació del millor jove |
| Corredor                      | Corredor                      | Equip                         | Temps                         |                               |
| ----------------------------- | ----------------------------- | ----------------------------- | ----------------------------- | ----------------------------- |
| 1r                            | Thymen Arensman               | Team DSM                      | 18h 02' 45"                   |                               |
| 2n                            | Mattias Skjelmose             | Trek-Segafredo                | + 1' 37"                      |                               |
| 3r                            | Ilan Van Wilder               | Team DSM                      | + 3' 21"                      |                               |
| 4t                            | Gijs Leemreize                | Jumbo-Visma                   | + 9' 36"                      |                               |
| 5è                            | Clément Champoussin           | AG2R Citroën Team             | + 11' 54"                     |                               |
| 6è                            | Felix Gall                    | Team DSM                      | + 12' 00"                     |                               |
| 7è                            | Antonio Tiberi                | Trek-Segafredo                | + 12' 33"                     |                               |
| 8è                            | Marc Hirschi                  | UAE Team Emirates             | + 19' 45"                     |                               |
| 9è                            | Andreas Kron                  | Lotto-Soudal                  | + 26' 44"                     |                               |
| 10è                           | Marco Brenner                 | Team DSM                      | + 28' 26"                     |                               |

| Classificació per equips | Classificació per equips           | Classificació per equips | Classificació per equips |
| Equip                    | Equip                              | Temps                    |                          |
| ------------------------ | ---------------------------------- | ------------------------ | ------------------------ |
| 1r                       | Ineos Grenadiers                   | 54h 07' 07"              |                          |
| 2n                       | Team DSM                           | + 11' 50"                |                          |
| 3r                       | Jumbo-Visma                        | + 15' 59"                |                          |
| 4t                       | Intermarché-Wanty-Gobert Matériaux | + 20' 33"                |                          |
| 5è                       | Bahrain Victorious                 | + 20' 47"                |                          |
| 6è                       | Trek-Segafredo                     | + 23' 03"                |                          |
| 7è                       | Deceuninck-Quick Step              | + 23' 41"                |                          |
| 8è                       | Astana-Premier Tech                | + 27' 04"                |                          |
| 9è                       | Movistar Team                      | + 30' 44"                |                          |
| 10è                      | Groupama-FDJ                       | + 31' 17"                |                          |

| Classificació per equips | Classificació per equips           | Classificació per equips | Classificació per equips |
| Equip                    | Equip                              | Temps                    |                          |
| ------------------------ | ---------------------------------- | ------------------------ | ------------------------ |
| 1r                       | Ineos Grenadiers                   | 54h 07' 07"              |                          |
| 2n                       | Team DSM                           | + 11' 50"                |                          |
| 3r                       | Jumbo-Visma                        | + 15' 59"                |                          |
| 4t                       | Intermarché-Wanty-Gobert Matériaux | + 20' 33"                |                          |
| 5è                       | Bahrain Victorious                 | + 20' 47"                |                          |
| 6è                       | Trek-Segafredo                     | + 23' 03"                |                          |
| 7è                       | Deceuninck-Quick Step              | + 23' 41"                |                          |
| 8è                       | Astana-Premier Tech                | + 27' 04"                |                          |
| 9è                       | Movistar Team                      | + 30' 44"                |                          |
| 10è                      | Groupama-FDJ                       | + 31' 17"                |                          |

## Evolució de les classificacions
| Etepa                  | Vencedor               | Classificació general | Classificació per punts | Classificació de la muntanya | Classificació dels joves | Premi de la combativitat 25px\|Combativitat | Classificació per equips |
| ---------------------- | ---------------------- | --------------------- | ----------------------- | ---------------------------- | ------------------------ | ------------------------------------------- | ------------------------ |
| P                      | Rohan Dennis           | Rohan Dennis          | Rohan Dennis            | no entregat                  | Stefan Bissegger         | no entregat                                 | Ineos Grenadiers         |
| 1                      | Peter Sagan            | Rohan Dennis          | Peter Sagan             | Joël Suter                   | Marc Hirschi             | Joël Suter                                  | Ineos Grenadiers         |
| 2                      | Sonny Colbrelli        | Rohan Dennis          | Sonny Colbrelli         | Joël Suter                   | Marc Hirschi             | Rein Taaramäe                               | Ineos Grenadiers         |
| 3                      | Marc Soler             | Marc Soler            | Sonny Colbrelli         | Joël Suter                   | Marc Hirschi             | Stefan Küng                                 | UAE Team Emirates        |
| 4                      | Michael Woods          | Michael Woods         | Sonny Colbrelli         | Kobe Goossens                | Thymen Arensman          | Magnus Cort Nielsen                         | Ineos Grenadiers         |
| 5                      | Rémi Cavagna           | Geraint Thomas        | Sonny Colbrelli         | Kobe Goossens                | Thymen Arensman          | no entregat                                 | Ineos Grenadiers         |
| Classificacions finals | Classificacions finals | Geraint Thomas        | Sonny Colbrelli         | Kobe Goossens                | Thymen Arensman          | no entregat                                 | Ineos Grenadiers         |

## Llista de participants
| Ineos Grenadiers IGD | Ineos Grenadiers IGD            | Ineos Grenadiers IGD |
| -------------------- | ------------------------------- | -------------------- |
| Núm                  | Ciclista                        | Pos                  |
| 1                    | Geraint Thomas (GBR)            | 1r                   |
| 2                    | Andrey Amador Bikkazakova (CRC) | 75è                  |
| 3                    | Rohan Dennis (AUS)              | 17è                  |
| 4                    | Owain Doull (GBR)               | 90è                  |
| 5                    | Edward Dunbar (IRL)             | 38è                  |
| 6                    | Filippo Ganna (ITA) (crono)     | 80è                  |
| 7                    | Richie Porte (AUS)              | 2n                   |

| Deceuninck-Quick Step DQT | Deceuninck-Quick Step DQT | Deceuninck-Quick Step DQT |
| ------------------------- | ------------------------- | ------------------------- |
| Núm                       | Ciclista                  | Pos                       |
| 11                        | Fausto Masnada (ITA)      | 3r                        |
| 12                        | Mattia Cattaneo (ITA)     | 12è                       |
| 13                        | Rémi Cavagna (FRA)        | 56è                       |
| 14                        | Josef Černý (CZE)         | 91è                       |
| 15                        | Dries Devenyns (BEL)      | NP-2                      |
| 16                        | Ian Garrison (USA)        | 104è                      |
| 17                        | Iljo Keisse (BEL)         | NP-5                      |

| Jumbo-Visma TJV | Jumbo-Visma TJV           | Jumbo-Visma TJV |
| --------------- | ------------------------- | --------------- |
| Núm             | Ciclista                  | Pos             |
| 21              | Steven Kruijswijk (NED)   | 21è             |
| 22              | Sepp Kuss (USA)           | 14è             |
| 23              | Gijs Leemreize (NED)      | 28è             |
| 24              | Tony Martin (GER)         | 89è             |
| 25              | Christoph Pfingsten (GER) | 60è             |
| 26              | Antwan Tolhoek (NED)      | 95è             |
| 27              | Jos van Emden (NED)       | NP-5            |

| UAE Team Emirates UAD | UAE Team Emirates UAD                   | UAE Team Emirates UAD |
| --------------------- | --------------------------------------- | --------------------- |
| Núm                   | Ciclista                                | Pos                   |
| 31                    | Marc Hirschi (SUI)                      | 45è                   |
| 32                    | Rui Alberto Faria da Costa (POR) (ruta) | 13è                   |
| 33                    | Alessandro Covi (ITA)                   | 66è                   |
| 34                    | Cristian Camilo Muñoz (COL)             | 43è                   |
| 35                    | Maximiliano Richeze Araquistain (ARG)   | NP-5                  |
| 36                    | Oliviero Troia (ITA)                    | NP-4                  |
| 37                    | Diego Ulissi (ITA)                      | 36è                   |

| Bora-Hansgrohe BOH | Bora-Hansgrohe BOH       | Bora-Hansgrohe BOH |
| ------------------ | ------------------------ | ------------------ |
| Núm                | Ciclista                 | Pos                |
| 41                 | Peter Sagan (SVK)        | 77è                |
| 42                 | Erik Baška (SVK)         | DNF-2              |
| 43                 | Marcus Burghardt (GER)   | 78è                |
| 44                 | Wilco Kelderman (NED)    | 10è                |
| 45                 | Jordi Meeus (BEL)        | 107è               |
| 46                 | Juraj Sagan (SVK) (ruta) | 117è               |
| 47                 | Ben Zwiehoff (GER)       | 26è                |

| Trek-Segafredo TFS | Trek-Segafredo TFS      | Trek-Segafredo TFS |
| ------------------ | ----------------------- | ------------------ |
| Núm                | Ciclista                | Pos                |
| 51                 | Kenny Elissonde (FRA)   | 29è                |
| 52                 | Niklas Eg (DEN)         | 76è                |
| 53                 | Mattias Skjelmose (DEN) | 15è                |
| 54                 | Jacopo Mosca (ITA)      | 41è                |
| 55                 | Matteo Moschetti (ITA)  | 106è               |
| 56                 | Charlie Quaterman (GBR) | 105è               |
| 57                 | Antonio Tiberi (ITA)    | 33è                |

| Bahrain Victorious TBV | Bahrain Victorious TBV    | Bahrain Victorious TBV |
| ---------------------- | ------------------------- | ---------------------- |
| Núm                    | Ciclista                  | Pos                    |
| 61                     | Damiano Caruso (ITA)      | 9è                     |
| 62                     | Phil Bauhaus (GER)        | DNF-4                  |
| 63                     | Sonny Colbrelli (ITA)     | 37è                    |
| 64                     | Jack Haig (AUS)           | 67è                    |
| 65                     | Hermann Pernsteiner (AUT) | 27è                    |
| 66                     | Jan Tratnik (SLO)         | 79è                    |
| 67                     | Stephen Williams (GBR)    | 72è                    |

| AG2R Citroën Team ACT | AG2R Citroën Team ACT     | AG2R Citroën Team ACT |
| --------------------- | ------------------------- | --------------------- |
| Núm                   | Ciclista                  | Pos                   |
| 71                    | Clément Champoussin (FRA) | 30è                   |
| 72                    | Mathias Frank (SUI)       | 68è                   |
| 73                    | Alexis Gougeard (FRA)     | DNF-4                 |
| 74                    | Jaakko Hänninen (FIN)     | 71è                   |
| 75                    | Lawrence Naesen (BEL)     | 101è                  |
| 76                    | Ben O'Connor (AUS)        | 6è                    |
| 77                    | Clément Venturini (FRA)   | 59è                   |

| Astana-Premier Tech APT | Astana-Premier Tech APT               | Astana-Premier Tech APT |
| ----------------------- | ------------------------------------- | ----------------------- |
| Núm                     | Ciclista                              | Pos                     |
| 81                      | Ion Izagirre Insausti (ESP)           | 7è                      |
| 82                      | Manuele Boaro (ITA)                   | 93è                     |
| 83                      | Rodrigo Contreras (COL)               | 50è                     |
| 84                      | Gorka Izagirre Insausti (ESP)         | NP-5                    |
| 85                      | Aleksei Lutsenko (KAZ) (ruta i crono) | NP-2                    |
| 86                      | Davide Martinelli (ITA)               | 111è                    |
| 87                      | Javier Romo (ESP)                     | 82è                     |

| BikeExchange BEX | BikeExchange BEX          | BikeExchange BEX |
| ---------------- | ------------------------- | ---------------- |
| Núm              | Ciclista                  | Pos              |
| 91               | Lucas Hamilton (AUS)      | 8è               |
| 92               | Sam Bewley (NZL)          | DNF-2            |
| 93               | Brent Bookwalter (USA)    | 63è              |
| 94               | Alexander Edmondson (AUS) | 99è              |
| 95               | Tsgabu Grmay (ETH)        | 58è              |
| 96               | Damien Howson (AUS)       | 42è              |
| 97               | Dion Smith (NZL)          | 46è              |

| Groupama-FDJ GFC | Groupama-FDJ GFC                 | Groupama-FDJ GFC |
| ---------------- | -------------------------------- | ---------------- |
| Núm              | Ciclista                         | Pos              |
| 101              | Matteo Badilatti (SUI)           | 24è              |
| 102              | Stefan Küng (SUI) (ruta i crono) | 40è              |
| 103              | Mathieu Ladagnous (FRA)          | 74è              |
| 104              | Fabian Lienhard (SUI)            | 108è             |
| 105              | Sébastien Reichenbach (SUI)      | 23è              |
| 106              | Romain Seigle (FRA)              | NP-3             |
| 107              | Jake Stewart (GBR)               | 83è              |

| Qhubeka Assos TQA | Qhubeka Assos TQA                 | Qhubeka Assos TQA |
| ----------------- | --------------------------------- | ----------------- |
| Núm               | Ciclista                          | Pos               |
| 111               | Sergio Henao Montoya (COL)        | 51è               |
| 112               | Sander Armée (BEL)                | 81è               |
| 113               | Carlos Barbero Cuesta (ESP)       | 69è               |
| 114               | Reinardt Janse van Rensburg (RSA) | 113è              |
| 115               | Robert Power (AUS)                | 64è               |
| 116               | Dylan Sunderland (AUS)            | 97è               |
| 117               | Harry Tanfield (GBR)              | DNF-1             |

| Israel Start-Up Nation ISN | Israel Start-Up Nation ISN | Israel Start-Up Nation ISN |
| -------------------------- | -------------------------- | -------------------------- |
| Núm                        | Ciclista                   | Pos                        |
| 121                        | Michael Woods (CAN)        | 5è                         |
| 122                        | Patrick Bevin (NZL)        | NP-3                       |
| 123                        | Guillaume Boivin (CAN)     | 102è                       |
| 124                        | Alex Dowsett (GBR)         | DNF-4                      |
| 125                        | Christopher Froome (GBR)   | 96è                        |
| 126                        | Reto Hollenstein (SUI)     | 52è                        |
| 127                        | Mads Würtz Schmidt (DEN)   | 85è                        |

| Movistar Team MOV | Movistar Team MOV                 | Movistar Team MOV |
| ----------------- | --------------------------------- | ----------------- |
| Núm               | Ciclista                          | Pos               |
| 131               | Marc Soler i Giménez (ESP)        | 4t                |
| 132               | Dario Cataldo (ITA)               | 55è               |
| 133               | Johan Jacobs (SUI)                | 100è              |
| 134               | Mathias Norsgaard Jørgensen (DEN) | 115è              |
| 135               | Miguel Ángel López Moreno (COL)   | 35è               |
| 136               | Albert Torres Barceló (ESP)       | 119è              |
| 137               | Davide Villella (ITA)             | 54è               |

| Lotto-Soudal LTS | Lotto-Soudal LTS       | Lotto-Soudal LTS |
| ---------------- | ---------------------- | ---------------- |
| Núm              | Ciclista               | Pos              |
| 141              | Philippe Gilbert (BEL) | 70è              |
| 142              | Filippo Conca (ITA)    | DNF-4            |
| 143              | Steff Cras (BEL)       | 34è              |
| 144              | Kobe Goossens (BEL)    | 25è              |
| 145              | Matthew Holmes (GBR)   | 86è              |
| 146              | Andreas Kron (DEN)     | 61è              |
| 147              | Gerben Thijssen (BEL)  | 116è             |

| Cofidis COF | Cofidis COF                  | Cofidis COF |
| ----------- | ---------------------------- | ----------- |
| Núm         | Ciclista                     | Pos         |
| 151         | Jesús Herrada López (ESP)    | 22è         |
| 152         | Natnael Berhane (ERI) (ruta) | 103è        |
| 153         | Tom Bohli (SUI)              | 109è        |
| 154         | Thomas Champion (FRA)        | 94è         |
| 155         | José Herrada López (ESP)     | 31è         |
| 156         | Fabio Sabatini (ITA)         | 118è        |
| 157         | Elia Viviani (ITA)           | 110è        |

| Team DSM DSM | Team DSM DSM          | Team DSM DSM |
| ------------ | --------------------- | ------------ |
| Núm          | Ciclista              | Pos          |
| 161          | Thymen Arensman (NED) | 11è          |
| 162          | Marco Brenner (GER)   | 65è          |
| 163          | Nico Denz (GER)       | NP-4         |
| 164          | Felix Gall (AUT)      | 32è          |
| 165          | Chad Haga (USA)       | 84è          |
| 166          | Chris Hamilton (AUS)  | DNF-2        |
| 167          | Ilan Van Wilder (BEL) | 16è          |

| EF Education-Nippo EFN | EF Education-Nippo EFN               | EF Education-Nippo EFN |
| ---------------------- | ------------------------------------ | ---------------------- |
| Núm                    | Ciclista                             | Pos                    |
| 171                    | Tejay van Garderen (USA)             | 57è                    |
| 172                    | Stefan Bissegger (SUI)               | 88è                    |
| 173                    | Jonathan Caicedo Cepeda (ECU) (ruta) | 44è                    |
| 174                    | Diego Camargo Pineda (COL)           | 73è                    |
| 175                    | Julien El Fares (FRA)                | 49è                    |
| 176                    | Magnus Cort Nielsen (DEN)            | 19è                    |
| 177                    | Neilson Powless (USA)                | 87è                    |

| Intermarché-Wanty-Gobert Matériaux IWG | Intermarché-Wanty-Gobert Matériaux IWG | Intermarché-Wanty-Gobert Matériaux IWG |
| -------------------------------------- | -------------------------------------- | -------------------------------------- |
| Núm                                    | Ciclista                               | Pos                                    |
| 181                                    | Louis Meintjes (RSA)                   | 20è                                    |
| 182                                    | Jan Bakelants (BEL)                    | 39è                                    |
| 183                                    | Jan Hirt (CZE)                         | DNF-4                                  |
| 184                                    | Riccardo Minali (ITA)                  | DNF-3                                  |
| 185                                    | Andrea Pasqualon (ITA)                 | 62è                                    |
| 186                                    | Simone Petilli (ITA)                   | 18è                                    |
| 187                                    | Rein Taaramäe (EST)                    | 47è                                    |

| Suïssa SUI | Suïssa SUI         | Suïssa SUI |
| ---------- | ------------------ | ---------- |
| Núm        | Ciclista           | Pos        |
| 191        | Simon Pellaud      | 48è        |
| 192        | Mathias Flückiger  | 53è        |
| 193        | Claudio Imhof      | 120è       |
| 194        | Matthias Reutimann | 98è        |
| 195        | Joab Schneiter     | 112è       |
| 196        | Joel Suter         | 92è        |
| 197        | Cyrille Thièry     | 114è       |

| Ineos Grenadiers IGD | Ineos Grenadiers IGD            | Ineos Grenadiers IGD |
| -------------------- | ------------------------------- | -------------------- |
| Núm                  | Ciclista                        | Pos                  |
| 1                    | Geraint Thomas (GBR)            | 1r                   |
| 2                    | Andrey Amador Bikkazakova (CRC) | 75è                  |
| 3                    | Rohan Dennis (AUS)              | 17è                  |
| 4                    | Owain Doull (GBR)               | 90è                  |
| 5                    | Edward Dunbar (IRL)             | 38è                  |
| 6                    | Filippo Ganna (ITA) (crono)     | 80è                  |
| 7                    | Richie Porte (AUS)              | 2n                   |

| Deceuninck-Quick Step DQT | Deceuninck-Quick Step DQT | Deceuninck-Quick Step DQT |
| ------------------------- | ------------------------- | ------------------------- |
| Núm                       | Ciclista                  | Pos                       |
| 11                        | Fausto Masnada (ITA)      | 3r                        |
| 12                        | Mattia Cattaneo (ITA)     | 12è                       |
| 13                        | Rémi Cavagna (FRA)        | 56è                       |
| 14                        | Josef Černý (CZE)         | 91è                       |
| 15                        | Dries Devenyns (BEL)      | NP-2                      |
| 16                        | Ian Garrison (USA)        | 104è                      |
| 17                        | Iljo Keisse (BEL)         | NP-5                      |

| Jumbo-Visma TJV | Jumbo-Visma TJV           | Jumbo-Visma TJV |
| --------------- | ------------------------- | --------------- |
| Núm             | Ciclista                  | Pos             |
| 21              | Steven Kruijswijk (NED)   | 21è             |
| 22              | Sepp Kuss (USA)           | 14è             |
| 23              | Gijs Leemreize (NED)      | 28è             |
| 24              | Tony Martin (GER)         | 89è             |
| 25              | Christoph Pfingsten (GER) | 60è             |
| 26              | Antwan Tolhoek (NED)      | 95è             |
| 27              | Jos van Emden (NED)       | NP-5            |

| UAE Team Emirates UAD | UAE Team Emirates UAD                   | UAE Team Emirates UAD |
| --------------------- | --------------------------------------- | --------------------- |
| Núm                   | Ciclista                                | Pos                   |
| 31                    | Marc Hirschi (SUI)                      | 45è                   |
| 32                    | Rui Alberto Faria da Costa (POR) (ruta) | 13è                   |
| 33                    | Alessandro Covi (ITA)                   | 66è                   |
| 34                    | Cristian Camilo Muñoz (COL)             | 43è                   |
| 35                    | Maximiliano Richeze Araquistain (ARG)   | NP-5                  |
| 36                    | Oliviero Troia (ITA)                    | NP-4                  |
| 37                    | Diego Ulissi (ITA)                      | 36è                   |

| Bora-Hansgrohe BOH | Bora-Hansgrohe BOH       | Bora-Hansgrohe BOH |
| ------------------ | ------------------------ | ------------------ |
| Núm                | Ciclista                 | Pos                |
| 41                 | Peter Sagan (SVK)        | 77è                |
| 42                 | Erik Baška (SVK)         | DNF-2              |
| 43                 | Marcus Burghardt (GER)   | 78è                |
| 44                 | Wilco Kelderman (NED)    | 10è                |
| 45                 | Jordi Meeus (BEL)        | 107è               |
| 46                 | Juraj Sagan (SVK) (ruta) | 117è               |
| 47                 | Ben Zwiehoff (GER)       | 26è                |

| Trek-Segafredo TFS | Trek-Segafredo TFS      | Trek-Segafredo TFS |
| ------------------ | ----------------------- | ------------------ |
| Núm                | Ciclista                | Pos                |
| 51                 | Kenny Elissonde (FRA)   | 29è                |
| 52                 | Niklas Eg (DEN)         | 76è                |
| 53                 | Mattias Skjelmose (DEN) | 15è                |
| 54                 | Jacopo Mosca (ITA)      | 41è                |
| 55                 | Matteo Moschetti (ITA)  | 106è               |
| 56                 | Charlie Quaterman (GBR) | 105è               |
| 57                 | Antonio Tiberi (ITA)    | 33è                |

| Bahrain Victorious TBV | Bahrain Victorious TBV    | Bahrain Victorious TBV |
| ---------------------- | ------------------------- | ---------------------- |
| Núm                    | Ciclista                  | Pos                    |
| 61                     | Damiano Caruso (ITA)      | 9è                     |
| 62                     | Phil Bauhaus (GER)        | DNF-4                  |
| 63                     | Sonny Colbrelli (ITA)     | 37è                    |
| 64                     | Jack Haig (AUS)           | 67è                    |
| 65                     | Hermann Pernsteiner (AUT) | 27è                    |
| 66                     | Jan Tratnik (SLO)         | 79è                    |
| 67                     | Stephen Williams (GBR)    | 72è                    |

| AG2R Citroën Team ACT | AG2R Citroën Team ACT     | AG2R Citroën Team ACT |
| --------------------- | ------------------------- | --------------------- |
| Núm                   | Ciclista                  | Pos                   |
| 71                    | Clément Champoussin (FRA) | 30è                   |
| 72                    | Mathias Frank (SUI)       | 68è                   |
| 73                    | Alexis Gougeard (FRA)     | DNF-4                 |
| 74                    | Jaakko Hänninen (FIN)     | 71è                   |
| 75                    | Lawrence Naesen (BEL)     | 101è                  |
| 76                    | Ben O'Connor (AUS)        | 6è                    |
| 77                    | Clément Venturini (FRA)   | 59è                   |

| Astana-Premier Tech APT | Astana-Premier Tech APT               | Astana-Premier Tech APT |
| ----------------------- | ------------------------------------- | ----------------------- |
| Núm                     | Ciclista                              | Pos                     |
| 81                      | Ion Izagirre Insausti (ESP)           | 7è                      |
| 82                      | Manuele Boaro (ITA)                   | 93è                     |
| 83                      | Rodrigo Contreras (COL)               | 50è                     |
| 84                      | Gorka Izagirre Insausti (ESP)         | NP-5                    |
| 85                      | Aleksei Lutsenko (KAZ) (ruta i crono) | NP-2                    |
| 86                      | Davide Martinelli (ITA)               | 111è                    |
| 87                      | Javier Romo (ESP)                     | 82è                     |

| BikeExchange BEX | BikeExchange BEX          | BikeExchange BEX |
| ---------------- | ------------------------- | ---------------- |
| Núm              | Ciclista                  | Pos              |
| 91               | Lucas Hamilton (AUS)      | 8è               |
| 92               | Sam Bewley (NZL)          | DNF-2            |
| 93               | Brent Bookwalter (USA)    | 63è              |
| 94               | Alexander Edmondson (AUS) | 99è              |
| 95               | Tsgabu Grmay (ETH)        | 58è              |
| 96               | Damien Howson (AUS)       | 42è              |
| 97               | Dion Smith (NZL)          | 46è              |

| Groupama-FDJ GFC | Groupama-FDJ GFC                 | Groupama-FDJ GFC |
| ---------------- | -------------------------------- | ---------------- |
| Núm              | Ciclista                         | Pos              |
| 101              | Matteo Badilatti (SUI)           | 24è              |
| 102              | Stefan Küng (SUI) (ruta i crono) | 40è              |
| 103              | Mathieu Ladagnous (FRA)          | 74è              |
| 104              | Fabian Lienhard (SUI)            | 108è             |
| 105              | Sébastien Reichenbach (SUI)      | 23è              |
| 106              | Romain Seigle (FRA)              | NP-3             |
| 107              | Jake Stewart (GBR)               | 83è              |

| Qhubeka Assos TQA | Qhubeka Assos TQA                 | Qhubeka Assos TQA |
| ----------------- | --------------------------------- | ----------------- |
| Núm               | Ciclista                          | Pos               |
| 111               | Sergio Henao Montoya (COL)        | 51è               |
| 112               | Sander Armée (BEL)                | 81è               |
| 113               | Carlos Barbero Cuesta (ESP)       | 69è               |
| 114               | Reinardt Janse van Rensburg (RSA) | 113è              |
| 115               | Robert Power (AUS)                | 64è               |
| 116               | Dylan Sunderland (AUS)            | 97è               |
| 117               | Harry Tanfield (GBR)              | DNF-1             |

| Israel Start-Up Nation ISN | Israel Start-Up Nation ISN | Israel Start-Up Nation ISN |
| -------------------------- | -------------------------- | -------------------------- |
| Núm                        | Ciclista                   | Pos                        |
| 121                        | Michael Woods (CAN)        | 5è                         |
| 122                        | Patrick Bevin (NZL)        | NP-3                       |
| 123                        | Guillaume Boivin (CAN)     | 102è                       |
| 124                        | Alex Dowsett (GBR)         | DNF-4                      |
| 125                        | Christopher Froome (GBR)   | 96è                        |
| 126                        | Reto Hollenstein (SUI)     | 52è                        |
| 127                        | Mads Würtz Schmidt (DEN)   | 85è                        |

| Movistar Team MOV | Movistar Team MOV                 | Movistar Team MOV |
| ----------------- | --------------------------------- | ----------------- |
| Núm               | Ciclista                          | Pos               |
| 131               | Marc Soler i Giménez (ESP)        | 4t                |
| 132               | Dario Cataldo (ITA)               | 55è               |
| 133               | Johan Jacobs (SUI)                | 100è              |
| 134               | Mathias Norsgaard Jørgensen (DEN) | 115è              |
| 135               | Miguel Ángel López Moreno (COL)   | 35è               |
| 136               | Albert Torres Barceló (ESP)       | 119è              |
| 137               | Davide Villella (ITA)             | 54è               |

| Lotto-Soudal LTS | Lotto-Soudal LTS       | Lotto-Soudal LTS |
| ---------------- | ---------------------- | ---------------- |
| Núm              | Ciclista               | Pos              |
| 141              | Philippe Gilbert (BEL) | 70è              |
| 142              | Filippo Conca (ITA)    | DNF-4            |
| 143              | Steff Cras (BEL)       | 34è              |
| 144              | Kobe Goossens (BEL)    | 25è              |
| 145              | Matthew Holmes (GBR)   | 86è              |
| 146              | Andreas Kron (DEN)     | 61è              |
| 147              | Gerben Thijssen (BEL)  | 116è             |

| Cofidis COF | Cofidis COF                  | Cofidis COF |
| ----------- | ---------------------------- | ----------- |
| Núm         | Ciclista                     | Pos         |
| 151         | Jesús Herrada López (ESP)    | 22è         |
| 152         | Natnael Berhane (ERI) (ruta) | 103è        |
| 153         | Tom Bohli (SUI)              | 109è        |
| 154         | Thomas Champion (FRA)        | 94è         |
| 155         | José Herrada López (ESP)     | 31è         |
| 156         | Fabio Sabatini (ITA)         | 118è        |
| 157         | Elia Viviani (ITA)           | 110è        |

| Team DSM DSM | Team DSM DSM          | Team DSM DSM |
| ------------ | --------------------- | ------------ |
| Núm          | Ciclista              | Pos          |
| 161          | Thymen Arensman (NED) | 11è          |
| 162          | Marco Brenner (GER)   | 65è          |
| 163          | Nico Denz (GER)       | NP-4         |
| 164          | Felix Gall (AUT)      | 32è          |
| 165          | Chad Haga (USA)       | 84è          |
| 166          | Chris Hamilton (AUS)  | DNF-2        |
| 167          | Ilan Van Wilder (BEL) | 16è          |

| EF Education-Nippo EFN | EF Education-Nippo EFN               | EF Education-Nippo EFN |
| ---------------------- | ------------------------------------ | ---------------------- |
| Núm                    | Ciclista                             | Pos                    |
| 171                    | Tejay van Garderen (USA)             | 57è                    |
| 172                    | Stefan Bissegger (SUI)               | 88è                    |
| 173                    | Jonathan Caicedo Cepeda (ECU) (ruta) | 44è                    |
| 174                    | Diego Camargo Pineda (COL)           | 73è                    |
| 175                    | Julien El Fares (FRA)                | 49è                    |
| 176                    | Magnus Cort Nielsen (DEN)            | 19è                    |
| 177                    | Neilson Powless (USA)                | 87è                    |

| Intermarché-Wanty-Gobert Matériaux IWG | Intermarché-Wanty-Gobert Matériaux IWG | Intermarché-Wanty-Gobert Matériaux IWG |
| -------------------------------------- | -------------------------------------- | -------------------------------------- |
| Núm                                    | Ciclista                               | Pos                                    |
| 181                                    | Louis Meintjes (RSA)                   | 20è                                    |
| 182                                    | Jan Bakelants (BEL)                    | 39è                                    |
| 183                                    | Jan Hirt (CZE)                         | DNF-4                                  |
| 184                                    | Riccardo Minali (ITA)                  | DNF-3                                  |
| 185                                    | Andrea Pasqualon (ITA)                 | 62è                                    |
| 186                                    | Simone Petilli (ITA)                   | 18è                                    |
| 187                                    | Rein Taaramäe (EST)                    | 47è                                    |

| Suïssa SUI | Suïssa SUI         | Suïssa SUI |
| ---------- | ------------------ | ---------- |
| Núm        | Ciclista           | Pos        |
| 191        | Simon Pellaud      | 48è        |
| 192        | Mathias Flückiger  | 53è        |
| 193        | Claudio Imhof      | 120è       |
| 194        | Matthias Reutimann | 98è        |
| 195        | Joab Schneiter     | 112è       |
| 196        | Joel Suter         | 92è        |
| 197        | Cyrille Thièry     | 114è       |